# 한국화훼산업육성협회
한국화훼산업육성협회는 화훼의 생산, 유통, 이용에 관한 정책건의, 기술개발, 학술회의 등을 통해 화훼산업을 발전, 육성시키고 회원 상호간의 친목도모에 기여할 목적으로 1991년 10월 26일 설립된 대한민국 농림축산식품부 소관의 사단법인이다. 사무실은 경상북도 경산시 대학로 280, 제3실험동 155호 (대동, 영남대학교 생명응용과학대학)에 있다.

## 주요 사업
- 화훼산업 기술 개발(육종, 생산, 유통, 가공, 이용)
- 학술 발표회와 토론회 등의 개최
- 회지 및 학술간행물 등의 도서 발간
- 관련분야와의 정보교류
- 정부 및 관련기관, 단체의 위탁 및 대행사업
- 화훼산업발전과 본회의 목적 달성을 위하여 필요한 사업